# Теория за формите
Теория за формите e теория на Платон, развита в книгата му „Държавата“. Теорията на формите, или теорията на идеите на Платон твърди, че в нематериалните, абстрактни (но съществени) форми (или идеи), а не в материалния свят на промени известен на нас чрез сетивата, се съдържа най-високият и най-фундаменталният вид реалност. Платон говори за тези обекти само чрез героите (предимно Сократ) от диалозите си, които понякога показват, че тези форми са единствените истински обекти на изследване, които могат да ни осигурят истински знания, по този начин дори независимо от спорния статут на теорията, собствени възгледи на Платон са много съмнителни.

## Форми
Гръцката концепция за понятието форма предхожда удостовереното й значение в езика и се представя от няколко думи, най-вече свързани със значението визия: външния вид на нещо. Основните думите, εἶδος (ейдос) и ἰδέα (идея), идват от индоевропейския корен "weid-, „виждам“. И двете думи са налице в произведенията на Омир, най-ранната гръцка литература. Също толкова древна е μορφή (morphē), „форма“, с неясен корен, φαινόμενα (phainomena) „изява“, от φαίνω (phainō) „блясък“, индо-европейски корен bhā-, е техен синоним.
Тези значения останали същите през вековете до началото на философията, когато те станали двусмислени, докато накрая не се сдобили със специфични философски значения. Философите преди Сократ, като се започне с Талес, отбелязват, че външността се променя съвсем малко и започнали да се питат кое всъщност се променя. Отговорът е веществото (субстанцията), което е над промените и е действително съществуващото нещо, което виждаме. На преден план идва самата външност. Каква е всъщност формата и как е свързана с веществото?
В диалозите на Платон, както и в речта като цяло има форма за всеки обект или качество в реалността: формите на кучета, хора, планини, цветове, смелост, любов и доброта. Формата дава отговор на въпроса: „Какво е това?“. Платон застава една крачка напред и пита какво е самата форма. Той предполага, че по същество обектът е формата и че явленията са само сенки, наподобяващи тази форма; явленията са моментни проявления на формата при различни обстоятелства. Проблемът на универсали – как може едно нещо, по принцип да е много неща на практика, – бива решен, като се приема, че формата е единствено и отдалечено нещо, което има множество свои несъвършени копия в конкретни обекти. Материята се разглежда за себе си.

## Доказателства за формите

### Човешките възприятия
Небето и чифт сини дънки имат нещо общо – синият им цвят. Въпреки това е ясно, че небето и дънките не са в един и същи цвят; освен това от сутринта до вечерта цветът на небето постоянно се променя, както и този на дънките с течение на времето. Но въпреки това ние сме достигнали до консенсус в представите си за цвета „синьо“.

### Идеалът
Никой никога не е виждал съвършен кръг или идеално права линия, но все пак всеки знае какво е кръг или права линия. Платонистите използват тези примери, за да докажат че формите съществуват.
Възприетите кръгове или линии, не са точно кръгли или прави, а истинските кръгове и линии никога не могат да бъдат засечени, тъй като по дефиниция те са сбор от безкрайно малки точки. Но ако перфектните кръгове и линии не са истински, как биха могли да ни посочат създателя им?

## Критика на теорията на формите

### Критика на Платон
Платон добре осъзнавал границите на своята теория и затова дава своя критика към нея в диалога си „Парменид“ (Parmenides). В него Сократ е описан като млад философ, действащ като съдия на спора и своеобразен контрапункт на възрастния Парменид.
В диалога е представен много реален проблем в теорията на формите. Този проблем е подчертан от Аристотел, който отрича независимото съществуване на света на формите.
Младият Сократ дава свое решение на проблема:
„Идеята ми да е като деня, който е един и същ на много места по едно и също време, така и всяка идея може да бъде една и съща във всички по едно и също време.
Но остава въпроса „как формата подобно на деня е навсякъде по едно и също време?“. Решението говори за отдалечена форма, в която частните случаи участват, макар да не са идентични с нея. Според хипотезата на Платон дистанцията определя нечие независимо съществуване, като по този начин в спора се включва аргументът за „третият човек“ в диалога "Парменид", който доказва, че формата не може да съществува независимо.